# Hoba
Hoba è la più pesante meteorite e la più grande massa di ferro di origine naturale al momento conosciuta presente sul suolo terrestre. Prende il nome dal luogo del ritrovamento, la fattoria di Hoba West vicino a Grootfontein, nella regione di Otjozondjupa in Namibia.

## Storia
Si ritiene che sia caduta al suolo esattamente nel luogo dove si trova oggi, più di 80.000 anni fa. La meteorite fu scoperta ai primi del XX secolo dal proprietario della fattoria di Hoba West, Michael Hanssen, che vi si imbatté casualmente quando il suo aratro urtò un corpo che emise un forte suono metallico. L'oggetto fu liberato e lo scienziato Jacobus H. Britsne ne fece una descrizione, identificandolo con una meteorite; il suo rapporto originale, pubblicato nel 1920, è in mostra presso il Museum di Grootfontein. 
Allo scopo di proteggerla dagli atti vandalici, nel marzo del 1955 la meteorite è stata dichiarata monumento nazionale della Namibia (allora Africa del Sud-Ovest) con l'assenso dell'allora proprietaria della fattoria, la signora Scheel. Nel 1985, grazie ai finanziamenti ricevuti dalla compagnia mineraria Rössing Uranium Ltd., furono scavati attorno alla meteorite i muretti a forma di anelli che la circondano ancora oggi. Due anni dopo il proprietario della fattoria Hoba West, J. Engelbrecht, donò al governo la meteorite e il terreno su cui si trovava. Nello stesso anno venne aperto nel sito un centro turistico e da allora i vandalismi sulla meteorite Hoba cessarono. Oggi la meteorite di Hoba è un'importante attrazione della Namibia nord-orientale e viene visitata da migliaia di turisti ogni anno.

## Composizione e struttura
La composizione della meteorite è 84% ferro e circa 16% nichel, con alcune tracce di cobalto. Sulla superficie si trovano incrostazioni di idrossido di ferro.
Strutturalmente è classificata come una meteorite ferrosa del tipo atassite, ovvero senza le caratteristiche bande di Widmanstätten. A causa dell'alto tenore di nichel è classificata chimicamente come IVB.

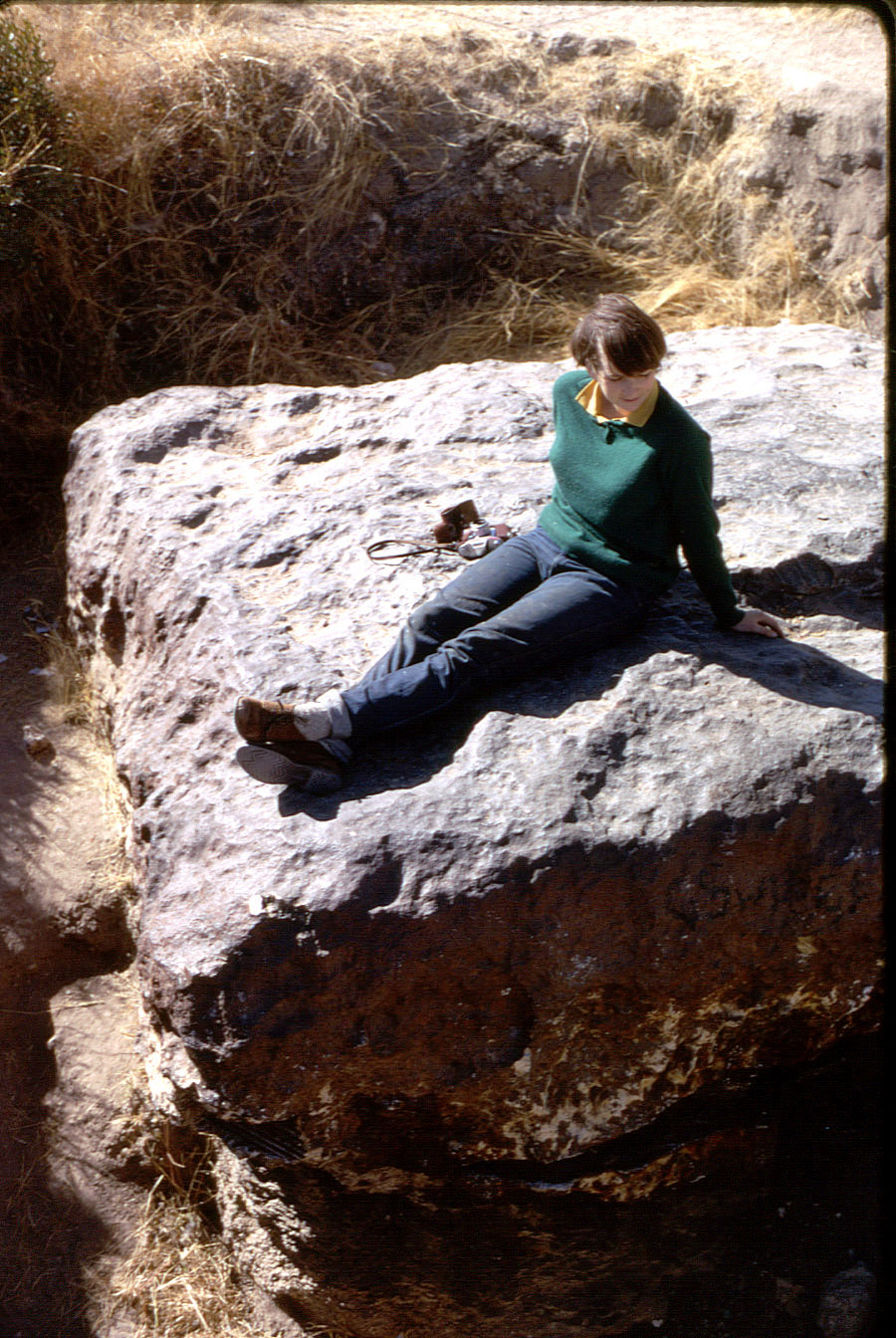
La meteorite Hoba nel 1967.

## Forma e dimensioni
La meteorite ha la forma di una lastra di metallo larga 2,7 x 2,7 m, dello spessore di 0,9 m e dal peso originale di 66 tonnellate. In seguito a fenomeni erosivi, campionamenti a scopo scientifico e vandalismi, oggi il suo peso si è ridotto a circa 60 tonnellate. 
La probabile forma originale a disco potrebbe aver influito sulla traiettoria di penetrazione nell'atmosfera della meteorite, forse facendola rimbalzare sull'aria così come un sasso piatto, lanciato con traiettoria radente, rimbalza sull'acqua. Certamente fu notevolmente rallentata nella sua caduta, al punto che la zona circostante non mostra alcun cratere da impatto.